# Cantonul Garges-lès-Gonesse-Est
Cantonul Garges-lès-Gonesse-Est este un canton din arondismentul Sarcelles, departamentul Val-d'Oise, regiunea Île-de-France, Franța.

## Comune
- Garges-lès-Gonesse (parțial)
- Bonneuil-en-France